# Quiz ohne Grenzen
Quiz ohne Grenzen war eine Eurovision-Quizshow, die vom NDR in Zusammenarbeit mit dem BR sowie dem SRF und dem ORF produziert wurde. Moderiert wurde die Sendung von Jörg Pilawa. Sie gilt als Nachfolgeformat für Ich weiß alles!

## Konzept
In jeder Sendung nehmen jeweils 8 Prominente Personen für 8 verschiedene Länder teil. In der 1. Runde spielen zwei Prominente gegeneinander, der Gewinner zieht ins Halbfinale ein. Danach wird das Halbfinale ausgetragen. Der Prominente mit den meisten richtigen Antworten ist der Gewinner des Duells. Die beiden Gewinner ziehen ins Finale ein. Bei beiden Spielrunden bekommt jeder Prominente eigene Fragen gestellt und muss sie anhand von drei Antwortmöglichkeiten beantworten. Bei richtiger Antwort erhalten die Prominenten Punkte, jede Frage hat einen unterschiedlichen Punktewert: Bei der ersten Frage erhält man einen Punkt, bei der zweiten zwei Punkte und bei der dritten Frage bekommt man drei Punkte. Danach spielen alle bisher ausgeschiedenen Prominenten in der „Hoffnungsrunde“ gegeneinander. Alle erhalten fünf Fragen und müssen sie anhand von drei Antwortmöglichkeiten beantworten. Wer die meisten richtigen Antworten abgegeben hat, zieht ins Finale ein. Im Finale darf jeder Prominente, nach Beantwortung der nur für sie einzeln gestellten Fragen, die Sternentreppe, eine Treppenstufe für das Beantworten einer Frage, weiter besteigen. Der Prominente, der als erstes auf dem Podium, am Ende der Treppe, steht, gewinnt die Show und 50.000 Euro für den guten Zweck.

## Teilnehmer
Der Gewinner der jeweiligen Folge ist fett hervorgehoben.

### Folge 1 (12. Dezember 2020)
- Günther Jauch,  Deutschland
- Samu Haber,  Finnland
- Miroslav Nemec,  Kroatien
- Adele Neuhauser,  Österreich
- Emilia Schüle,  Russland
- DJ Bobo,  Schweiz
- Markus Lanz,  Südtirol
- Kaya Yanar,  Türkei

### Folge 2 (3. April 2021)
- Jürgen von der Lippe,  Deutschland
- Giovanni Zarrella,  Italien
- Sylvie Meis,  Niederlande
- Thomas Muster,  Österreich
- Dagi Bee,  Polen
- Martina Hingis,  Schweiz
- Alvaro Soler,  Spanien
- Sky du Mont,  Vereinigtes Königreich

### Folge 3 (11. Dezember 2021)
- Rick Kavanian,  Armenien
- Maria Furtwängler,  Deutschland
- Rea Garvey,  Irland
- Ingo Zamperoni,  Italien
- Thomas Morgenstern,  Österreich
- Mark Forster,  Polen
- Tanja Frieden,  Schweiz
- Bülent Ceylan,  Türkei

### Folge 4 (5. Februar 2022)
- Helmut Lotti,  Belgien
- Henning Baum,  Deutschland
- Angelo Kelly,  Irland
- Ornella Muti,  Italien
- Marijke Amado,  Niederlande
- Senta Berger,  Österreich
- Christa Rigozzi,  Schweiz
- Aylin Tezel,  Türkei

## Einschaltquoten

### Deutschland
Der Höchstwert der jeweiligen Kategorie ist fett hervorgehoben.
| Folge | Datum         | Zuschauer | Zuschauer       | Marktanteil | Marktanteil     | Quelle |
| Folge | Datum         | Gesamt    | 14 bis 49 Jahre | Gesamt      | 14 bis 49 Jahre | Quelle |
| ----- | ------------- | --------- | --------------- | ----------- | --------------- | ------ |
| 1     | 12. Dez. 2020 | 5,50 Mio. | 1,28 Mio.       | 18,1 %      | 15,3 %          | [ 7 ]  |
| 2     | 3. Apr. 2021  | 4,08 Mio. | 0,75 Mio.       | 14,4 %      | 10,2 %          | [ 8 ]  |
| 3     | 11. Dez. 2021 | 4,65 Mio. | 0,76 Mio.       | 16,9 %      | 11,2 %          | [ 9 ]  |
| 4     | 5. Feb. 2022  | 4,50 Mio. | 0,57 Mio.       | 16,5 %      | 09,3 %          | [ 10 ] |

### Österreich
In Österreich verfolgten 528.000 Zuschauer den Auftakt der Sendung. Die erste Ausgabe erreichte somit einen Marktanteil von 18 Prozent.